# Ring-a-Ring-o' Roses
リング・ア・リング・オー・ローゼズ（英題: Ring-a-Ring-o' Roses）は、古くから伝わる童謡のマザーグースに分類される、子供たちが手をつなぎ輪になって唄われる歌謡。

## 歌詞

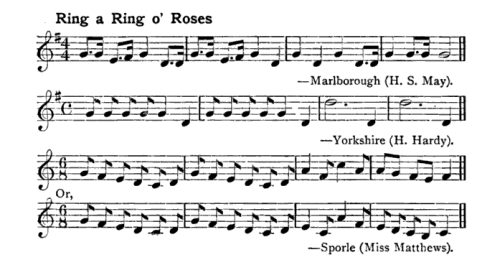
アリス・ゴムによる楽譜
1898年

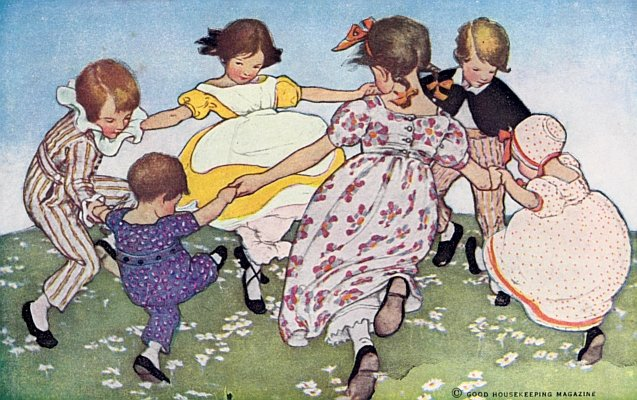
"The Little Mother Goose"
ジェシー・ウィルコックス・スミス画
1912年

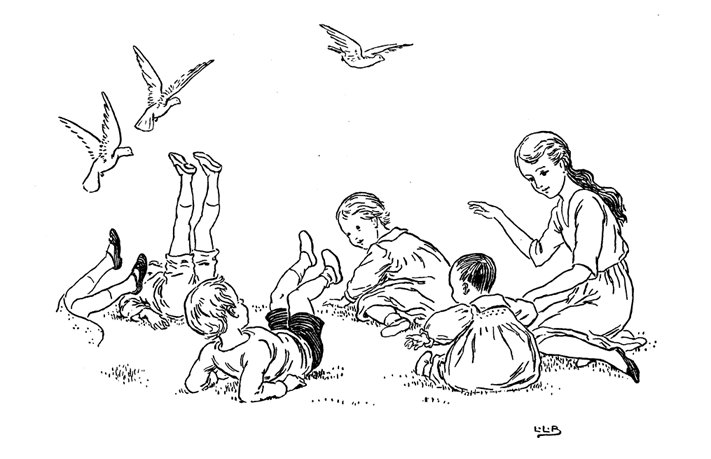
みんな転んだ "All Tumble Down"
レスリー・ブルック画
1922年

### 英詞 (イギリス)
"Ring-a-Ring-o' Roses"

Ring-a-Ring-o' Roses,

A pocket full of posies,

Atishoo! Atishoo!

We all fall down.

### 英語（アメリカ）
"Ring Around The Rosies"

Ring around the Rosies,

A pocket full of posies,

Ashes! Ashes!

We all fall down.

### 日本語訳 （イギリス英語ベース）
「バラの花輪だ 手をつなごうよ」

バラの花輪だ 手をつなごうよ、

ポケットに 花束さして、

ハックション！ ハックション！

みいんな ころぼ。

## 成立と起源

### 成立年代
初めてこの詩が文献に登場するのは1881年である 。

### 起源の説
歌詞の発祥については、下記2つの説がある。
- 1664年から1666年にかけてイギリス・ロンドンで広く流行した感染症のペストに由来とする説。「薔薇（ばら）」はペストの症状の赤い発疹、「花束」はペストを防ぐための薬草の束、「ハックション！（くしゃみ）」は病気の末期症状、そして最後に「みんな ころぼ」は死んでしまうというもので、イギリスではこの説が広く知られている[2][3] [注釈 3][注釈 4]。
- イギリスだけでなく、ヨーロッパ各地にバラの花が出てくる輪遊び唄が伝わっていることから、この唄の起源は、前述のペストではなく「五月祭」で飾られたバラの花輪の名残であるというのが、マザーグース研究家のオーピー夫妻の説である[3]。

## 引用作品
- ローラ・インガルス・ワイルダー著『プラム・クリークの土手で』の中で、小さな女の子たちはいつも「ばらの花輪」(Ring around a rosy) で遊んだと記されている。
- トム・クルーズ主演の映画『ミッション:インポッシブル2』の冒頭で、子供たちがこの唄を歌っている。
- Ndemic Creations製作のゲーム『Plague inc』の中で、ゲーム音楽としてランダムに子供の声で流れる。
- テレビアニメ『Fate/EXTRA Last Encore』のキャラクター「ありす」が、怪物へと変異し、殺戮を犯してしまうシーンの曲として流れる。
- Visceral Games製作のゲーム『Dead Space 2』のプロモーショントレーラーの曲として流れる[7]。
- Kinetic Gamesが運営するゲーム『Phasmophobia』のなかで、女性のゴーストが歌っている。

## 関連する歌
- マザーグースには「桑の木のまわりをまわろうよ」(Here we go round the mulberry bush) という別の輪遊び唄がある。輪踊りの最中に歌詞に合わせたジェスチャーを行う点が、「リング・ア・リング・オー・ローゼズ」と異なる。
- ペストのことを歌ったマザーグースでは、1645年頃、スコットランドのパースを中心に流行したペストにちなんだ「ベッシー・ベルとメリー・グレー」(Bessy Bell and Mary Gray) という唄がある[2]。